# Хришћанска адвентистичка црква
Хришћанска адвентистичка црква (Црква адвентиста седмог дана) је протестантска хришћанска деноминација адвентистичког усмерења. Од осталих цркава, она се издваја по светковању суботе, седмог дана у недељи према хришћанском (грегоријанском) и јеврејском календару, као дана ”од одмора” према 2. Мојсијевој 20,8-11 и 2. Мојсијевој 31,15. Поштујући тако Исуса Христа који је за себе говорио да је ”господар и од суботе” (Лука 6,5), Хришћанска адвентистичка црква такође наглашава скори Други долазак (адвент) Исуса Христа. Осим ових веровања, црква се такође издваја по учењу о уништењу злих уместо вечних мука у паклу као физичком месту (анихилационистичка сотериологија).
Ова хришћанска деноминација је настала из милеритског покрета у Сједињеним Америчким Државама средином 19. века, а званично је основана 1863. године. Међу њеним оснивачима, поред Џозефа Бејтса и Џејмса Вајта, била је и једна жена, Елен Г. Вајт, чији се обимни списи и даље високо цене у цркви.
Већи део теологије Хришћанске адвентистичке цркве се подудара са уобичајеним еванђеоским хришћанским учењима, као што су веровање у Тројство и доктриналну нормативност Светог писма. Међу посебним есхатолошким учењима се издвајају веровање да се људи налазе у несвесном стању након смрти као и доктрина о истражном суду. Осим тога, Црква такође наглашава значај здраве исхране, здравља у генералном смислу. Придржавања старозаветног разликовања између чисте и нечисте хране се такође истиче, као и заговарање вегетеријанства и холистичког погледа на људску природу – тело, дух и душа чине једну нераздвојиву целину.

Светском црквом адвентиста седмога дана управља Генерална конференција Хришћанске адвентистичке цркве, док мањим регионима управљају дивизије, уније, локалне области и локалне мисије. Хришћанска адвентистичка црква је према подацима из 2016. године ”једна од најбрже растућих и најраспрострањенијих цркава на свету”, са више од 22 милиона крштених чланова широм света. Од маја 2007. године била је дванаеста по величини протестантска верска заједница на свету и шеста по величини високо интернационална верска организација. Етнички и културално је разнолика, а мисијски је присутна у више од 215 земаља и територија. Црква управља са више од 10.000 школа, укључујући преко 100 високошколских установа, затим са бројним болницама, издавачким кућама и хуманитарном организацијом познатом као АДРА (Адвентистичка агенција за развој и помоћ).

## Историја светске цркве
Хришћанска адвентистичка црква је највећа од неколико адвентистичких група које су произашле из милеритског покрета 1840-их у северном делу државе Њујорк. Вилијам Милер је на основу књиге пророка Данила 8,14-16 и принципа ”дан за годину”, предвидео да ће се Исуса Христа вратити на Земљу између пролећа 1843. и пролећа 1844. године. У лето 1844. године, милерити су почели да верују да ће се тај догађај остварити 22. октобра 1844. године, што су сматрали библијским ”Даном очишћења” за ту годину. Милерова погрешна предвиђања су након тог датума постала позната као "велико разочарање".
Убрзо након великог разочарања, Хајрам Едсон и још неколико милерита су дошли до уверења да су Милерови прорачуни били тачни, али да је његова интерпретација књиге пророка Данила 8,14 била погрешна јер је претпоставио да тај стих говори о чишћењу света кроз Други Христов долазак. Тако су Хајрам Едсон и неколицина других почели да верују да  Данило 8,14 заправо предсказује улазак Исуса Христа у Светињу над светињама небеског светилишта, а не Христов Други долазак. Током наредних деценија, ово разумевање небеског светилишта се развило у доктрину о истражном суду – есхатолошком процесу који је започео 1844. године, у којем ће се за сваку особу процењивати њена подобност за спасење како би се Божја правда показала пред целим универзумом. Ова група адвентиста, који ће касније почети да светкују суботу као дан од одмора, је и даље веровала да је Христов Други долазак близу, али су одбијали да одређују нове датуме за тај догађај.
Сабатаријански развој
Како је рани адвентистички покрет постепено учвршћивао своја веровања, поставило се и питање библијског дана одмора и богослужења. Најистакнутији заговорник светковања суботе међу раним адвентистима био је Џозеф Бејтс. Он је дошао у контакт са доктрином о суботи кроз памфлет којег је написао милеритски проповедник Томас М. Пребл, а који је са своје стране био под утицајем Рејчел Оукс Престон, младе баптисткиње која је светковала седми дан. Учење о суботи је између 1845-1846 постепено прихватила мала група бивших милерита који су по томе почели да се разликују од других адвентистичких група. Тако, пре него што ће 1860. године почети да се називају Адвентисти седмог дана (Хришћанска адвентистичка црква), други хришћани су користили разна имена док су говорили о њима, а у историјској литератури се називају сабатаријанским адвентистима.
Организација и светски раст
Између 1844-1863, сабатаријански адвентистички покрет је чинио мали, не превише уско повезан круг људи који су долазили из различитих цркава, а главно средство њихове међусобне повезаности и комуникације је било путем часописа The Advent Review and Sabbath Herald којег је уређивао Џејмс С. Вајт. Тај круг људи је прихватио учење о суботи, интерпретацију небеског светилишта у књизи пророка Данила 8,14, условну бесмртност и очекивање скорог Другог Христовог доласка. Међу најистакнутијим личностима покрета били су Џозеф Бејтс, Џејмс С. Вајт и Елен Вајт, при чему је Елен заузела посебно место међу њима – њене бројне визије и духовно вођство уверили су адвентисте да поседује пророчки дар.
Дана 21. маја 1863. године, Хришћанска адвентистичка црква је званично основана у Батл Крику, у држави Мичиген. Касније је седиште деноминације премештено у Такома Парк, у Мериленду, где се налазило све до 1989. године. Главно седиште Генералне конференције Хришћанске адвентистичке цркве је затим премештено на своју садашњу локацију у Силвер Спрингсу у Мериленду.

Tоком 1870-их година, деноминација се усмерила на евангелизацију кроз мисионски рад утростручивши тако број чланова на 16.000 до 1880. године. Црква је тако успоставила присуство и изван Северне Америке, а брзи раст се наставио тако да је Црква 1901. године имала 75.000 чланова. До тог тренутка, црква је управљала са два колеџа, једном медицинском школом, десетак академија, 27 болница и 13 издавачких кућа. До 1945. године Црква је имала 210.000 чланова у САД и Канади, као и 360.000 чланова у остатку света. У последњих осам деценија Црква је наставила да расте упркос појединим доктриналним и културолошким изазовима.

## Веровање
Свето писмо Старога и Новога Завета - Библија, врховни је ауторитет хришћанског учења и једино мерило вере „која је једанпут заувек предана светима“ (Јудина посланица 3. стих). Оригинална мисао Библије стигла је непромењена до наших дана као „реч живога Бога која остаје до века“.
Свето тројство Међу најзначајнија учења Светог писма налази се узвишена наука о Светом Тројству - Оцу, Сину и Светом Духу. То, за људски ум несхватљиво јединство три свете Личности, постоји од вечних времена. У плану спасења Свето Тројство јединствено делује подразумевајући учешће све три божанске Личности.
Исус Христос и јеванђеље Исус Христос је једини човеков Спаситељ, Бог који се утеловио и узео људску природу, да би после 33 године живота на овој Земљи и распећем на крсту, постао Жртва за избављење и откупљење човека од греха. Он је савршени Пример понизности и послушности Божијој вољи, а Његовим животом, страдањем, смрћу и васкрсењем у трећи дан, Бог је човеку отворио једини и сигуран излаз из стања грешности. Они који вером прихватају Христа, Његово дело очишћења, новорођења Светим Духом и библијско крштење уроњавањем у воду, добијају право на вечни живот у Божијем царству.
Десет Божијих заповести (2. Мојсијева 20,1-17) су израз Божије љубави, мерило понашања и односа човека према Богу и животној средини у којој постоји. Божији закон и свака заповест вечна је и непроменљива, као што је то и сам Бог који га је дао. Спасење не добијамо као заслугу за држање закона, већ као дар милости, а послушност Богу је наш израз захвалности за примљени дар од Онога који жели да нас доведе у своју присутност.
Отуда се успомена на Бога као Створитеља и подсећање на долазак Избавитеља понавља сваке седмице у посебном дану - суботи, коју је Бог одредио да буде дан радости, одмора и заједништва. Тај свети дан треба да представља за сваког Христовог следбеника истинску радост. Држећи се принципа непроменљивости Божијег закона и Библије, адвентистички хришћани одржавају континуитет старозаветне вере и првих хришћана у Новом завету, држећи суботу (јеврејски „шабат“ што значи одмор), календарски седми дан, као издвојени дан који треба посветити Богу и богослужењу, и поштују заповест у потпуности, апстинирајући од послова. Аргументи који их подржавају у томе налазе се у спасоносној мисији Исуса Христа за кога јеванђеља кажу да је суботом по обичају боравио у цркви и са народом (Лука 4,16-31, Исаија 58,13.14). У овоме се адвентисти као и неки други хришћани који светкују суботу разликују од већине цркава, јер већина других хришћана (католици, православни, лутерани, баптисти, итд)примењује исте принципе на недељу, уз аргументацију да је Христос васкрсао на тај дан. Међутим адвентисти се ту позивају на непостојање библијске измене дана одмора, и на друге аргументе везане за суштину Божјег закона који је непромењив.
Христов повратак Христов други долазак је блажена нада Цркве и циљ хришћанског усмерења. Његов долазак биће дослован, личан, стваран и видљив. Кад Христос поново дође, доћи ће до васкрсења умрлих праведника који су дотле, као и сви који су помрли, чекали у стању мировања. Заједно са преображеним Христовим следбеницима који живи дочекају Христов повратак, васкрсли одлазе на Небо где ће боравити 1.000 година, а затим наставити да вечно живе у Божијем царству на обновљеној Земљи, на којој ће владавину греха заувек сменити владавина божанског мира и непролазне среће.
Очување здравља и тела спада међу подухвате којима адвентистички хришћани придају велики значај. У складу са библијским учењем о човеку као недељивом целовитом бићу сатканом од физичке, интелектуалне и духовне природе, адвентистички хришћани активно учествују у јавном унапређивању и ширењу здравог начина живота и заштити човекове околине. У оквиру ових активности, заузимањем и подршком Цркве, делује близу 500 болница, санаторијума и клиника широм света, а на готово свим познатим светским језицима издају се књиге и часописи који се баве здравственим просвећивањем. У нашој земљи, поред многих књига са здравственом тематиком, редовно излази часопис „Живот и здравље“ који успешно прати достигнућа у савременој медицини са нарочитим освртом на превенцију болести.
Адвентисти промовишу исправан вегетаријански начин исхране.

### Сличности и разлике са другим верским групама
Исус Христос је једини посредних између Бога и човека и нема потребе за молитвеним обраћањем Богородици и светитељима. Не постоји седам светих тајни као у традиционалним хришћанским црквама, већ само три: Вечера Господња (што је пандан причешћу), крштење и свештенство. Нема монаштва и поштовања икона, реликвија и крста, а храну деле на чисту и нечисту. Не једу свињетину и уздржавају се од алкохола и дувана. Адвентисти усвајају Никејско-цариградски симбол вере без додатка „Филиокве", али га тумаче на свој начин. По њиховом учењу не постоји свесни живот после смрти, већ се дах живота враћа Богу који га је дао а тело одлази у прах од кога је начињено. На тај начин душа престаје да постоји све до поновног доласка Господа Исуса Христа када ће праведни добити вечни живот.

## Добротворни рад
У оквиру црквене организације постоји и добротворна хуманитарна организација АДРА Србије са седиштем у Београду која делује на овим просторима од 1990. године и једна је од 125 испостава АДРЕ у свету. Од отварања канцеларије у Београду, АДРА Србије непрестано помаже социјално најугроженијим категоријама друштва са посебним освртом на хендикепиране особе, сирочад и расељена лица. АДРА такође делује у хуманитарним интервенцијама иза природних непогода, у борби против насиља у породици и заштити човекове животне средине.

## Организација
• Најмања организациона јединица јесте месна црква. Може да броји и три верника.
• Више месних цркава чини област.
• Више области чини унију.
• Више унија чини дивизију.
• Више дивизија чини Генералну конференцију.
• Генерална конференција налази се у Вашингтону.
• Седиште за Европу је у Лондону.
• Организација се самофинансира, будући да је још 1858. уведен десетак, што значи да сваки члан даје заједници једну десетину свих прихода.
• Мисионарство, које је од почетка организовано кроз мисионарска предавања, трибине, часописе, дописне школе, радионице.
• Имају своје школе, штампарије, факултете и обданишта, радионице и фабрике.

## Образовање
Адвентистички хришћани уз верску, велики значај придају образовној делатности. Адвентисти широм света имају око 6.000 школа, колеџа и универзитета. Више од један милион студената и ученика уписани су у адвентистичке образовне установе. Десетине хиљада професора, наставника и службеника брине о правилном и добром образовању младих различитог узраста. Образовање свештеника за рад на простору бивше Југославије у раздобљу од 1955. до 1970. одвијало се у згради у Раковици код Београда. Данас, Хришћанска адвентистичка црква у Републици Србији има две образовне установе: Теолошки факултет у Београду и Гимназију »Живорад Јанковић« у Новом Саду.

## Издаваштво
Хришћанска адвентистичка црква у својој делатности велику пажњу посвећује издавању литературе. Тако је на подручју Београда издавачка кућа »ПРЕПОРОД«, регистрована као ТИП Препород доо, започела издавачку делатност далеке 1920. године, а прву судску регистрацију извршила је 15. маја 1931. године. Основно усмерење издавачке делатности ове куће огледа се у напору да се Свето писмо учини доступним сваком човеку, као и да литература надахнута њеним духом, мотивима, темама и начелима помогне свима који теже вечном и узвишеном.